# Claude François Chauveau-Lagarde
Pour les articles homonymes, voir Lagarde et Chauveau.
Claude François Chauveau-Lagarde, né à Chartres le 21 janvier 1756 et mort à Paris le 19 février 1841 au 31, rue Jacob, est un avocat et homme politique français, célèbre pour avoir notamment défendu Marie-Antoinette et Charlotte Corday.

## Biographie

### Premières années
Fils de Pierre Chauveau, maître perruquier, et de Marie Magdeleine Lagarde, il naît à Chartres, paroisse Saint-André. Après des études au collège de Chartres, il fait des études de droit à Paris.

### La Révolution française

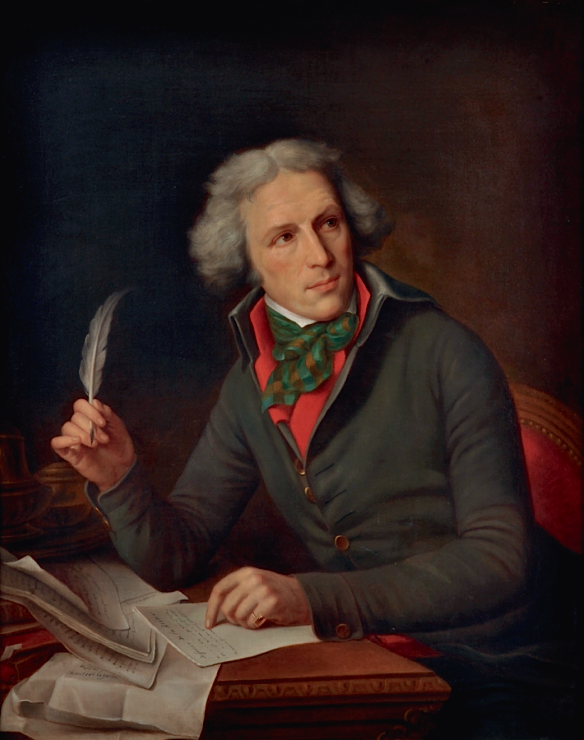
Portrait de Chauveau-Lagarde par François Marcille.

Déjà l'un des avocats les plus connus de Paris, Claude François Chauveau-Lagarde se fit connaître du public dès le début de la Révolution. 1789 le remplit d'abord d'espoir et, quand les états généraux furent convoqués, il publia une Théorie des États généraux ou la France régénérée. Sous la Révolution il continua à exercer sa profession sous le nouveau nom de défenseur officieux qu'on avait donné à l'avocat. Son nom apparaît dans les listes des jugements civils dans la collection d'Aristide Douarche, Les Tribunaux civils pendant la Révolution. On y voit que le 16 mai 1793 il était l'avocat du général Francisco de Miranda devant le Tribunal révolutionnaire, alors que ce dernier avait encore une certaine bonne volonté envers les accusés ; l'efficacité de son plaidoyer fit acquitter son client, un triomphe pour l'accusé et son avocat. Pourtant, Marat dénonça Chauveau-Lagarde pour avoir fait libérer un coupable.
Il se distingua par son courage moral sous la Terreur. Il dut défendre les Girondins modérés, en particulier Brissot, son compatriote de Chartres, qui avait deux ans de plus que lui. Il prit la défense de Marie-Antoinette, avec une chaleur qui attira les soupçons du Comité de sûreté générale ; dès que la sentence eut été prononcée contre la reine, il fut convoqué devant le comité, accusé de l'avoir trop bien défendue, mais il réussit à se justifier.
Madame Roland lui demanda de préparer sa défense, qu'elle avait l'intention de présenter elle-même devant ses juges. Il prit la défense de Madame Élisabeth, sœur du roi, sans être autorisé à voir sa cliente.
On lui confia la défense de Charlotte Corday, qui avait assassiné Marat. Dans son cas, l'issue du jugement ne faisait aucun doute, il en était bien conscient. Il se limita à rappeler pour la défendre « l'exaltation du fanatisme politique » qui avait mis le couteau dans sa main. Il eut également à défendre Louis-Marie-Florent, duc du Châtelet, Jean Sylvain Bailly, ancien maire de Paris, les « vierges de Verdun » qui ont inspiré une ode à Victor Hugo, les vingt-sept défenseurs de Tonnerre et d'autres.
Quand fut instaurée la loi draconienne du 22 prairial an II (10 juin 1794), qui supprimait pour les accusés le recours à un avocat, il se retira dans sa ville natale. Là il fut arrêté, accusé de montrer trop d'indulgence envers les contre-révolutionnaires. Son mandat d'arrestation spécifiait qu'il devait comparaître devant le tribunal dans les trois jours, mais sa détention dura en fait six semaines, pendant lesquelles il resta très discret, et cela le sauva de la guillotine. Après le 9 thermidor de l'an II (27 juillet 1794) il fut remis en liberté.
Ses cosectionnaires l'élurent président de la section « l'Unité », la plus royaliste de la capitale. Compromis par l'insurrection royaliste du 13 vendémiaire an IV (5 octobre 1795), il fut condamné à mort par contumace. Il se cacha, attendant que le calme fût revenu assez longtemps, si bien que, quand il reparut finalement, la sentence fut annulée.
Après que, sous le Directoire, on fut revenu à un ordre plus normal, il reprit sa profession. En 1797 il fut chargé de défendre l'abbé Charles Brottier, comme ce fut le cas pour plusieurs royalistes accusés de conspiration. Son courage et son éloquence habituels ne lui permirent pas néanmoins  d'obtenir l'acquittement pour les « ravisseurs » présumés de Clément de Ris, Auguste de Canchy et Jean de Mauduison.

### Après la Révolution

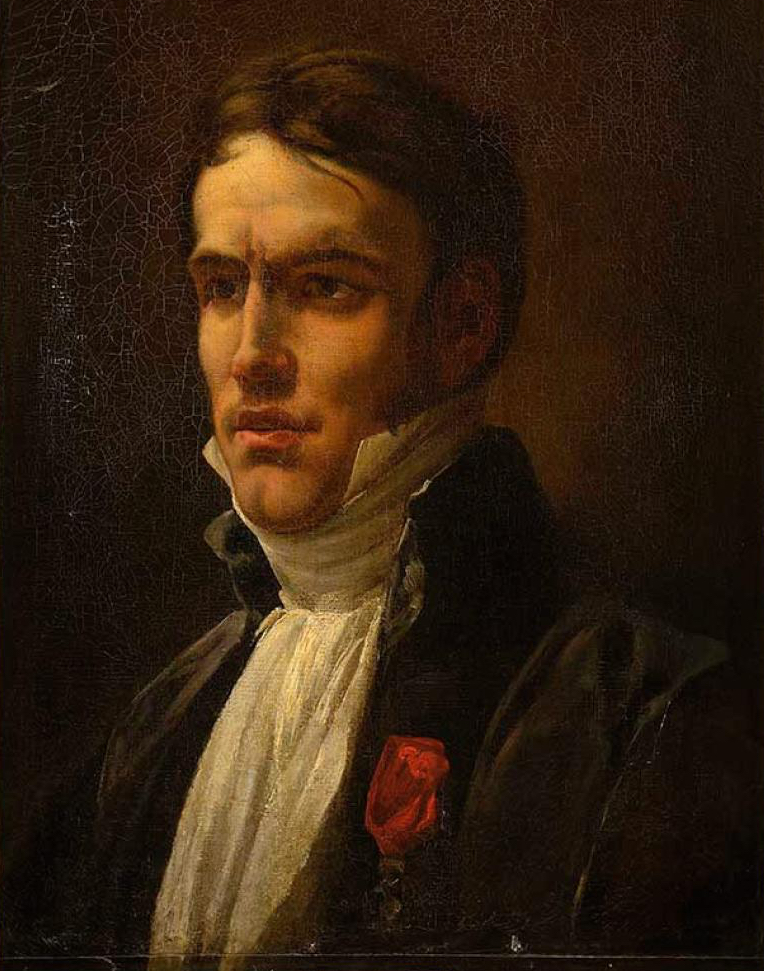
Portrait de maître Chauveau-Lagarde par Césarine Davin-Mirvault, début du XIXe siècle (Paris, musée du Barreau de Paris).

Le 8 juillet 1806, il est nommé avocat au Conseil d'État et à la Cour de cassation.
Il prit la défense des protagonistes de l'affaire du Quesnay, et spécialement celle de la marquise de Combray et de sa fille Caroline, dont le procès dura un mois à compter du 15 décembre 1808.
Après la Restauration, il devint avocat au Conseil du roi et président du conseil de l'Ordre des avocats à la Cour de cassation.
Le 23 août 1814, il est nommé chevalier de la Légion d'honneur.
En 1816, il assure la défense du général Jean-Gérard Bonnaire et publie une notice historique sur la vie de son client : "Exposé simple et fidèle de la conduite du général Bonnaire, ex-commandant de la place de Condé, accusé d'avoir ordonné le meurtre du colonel Gordon, envoyé au nom du Roi comme parlementaire à Condé, et d'avoir participé à ce meurtre."
En 1824, 1825 et 1826, il s'associe à son compatriote d'Eure-et-Loir François-André Isambert, avocat, dans l'affaire des déportés de la Martinique, où ils ont notamment en charge la défense de Cyrille Bissette, Jean-Baptiste Volny et Louis Fabien. Il publie alors un "Plaidoyer pour les sieurs Bissette, Fabien fils et Volny, condamnés à la marque et aux travaux forcés à perpétuité par la Cour royale de la Martinique." et obtient la cassation de l'arrêt de condamnation. Dans sa plaidoirie, il avait annoncé que c'était sa dernière affaire et cède quelques jours après son cabinet à son fils.
En 1826 il défend François-André Isambert, poursuivi pour provocation à rébellion : dans un article publié le 14 septembre 1826, celui-ci avait écrit que les gendarmes isolés et les agents de la police administrative n'avaient pas le droit d'ordonner de leur propre chef l'arrestation d'un citoyen.
En 1828, il est nommé conseiller à la Cour de cassation (section criminelle).
Il a longtemps travaillé à l'écriture de l'histoire de sa vie judiciaire : "Si Dieu me laisse le temps de la terminer, on y lira des pages bien curieuses".

### Famille - Descendance
Du premier mariage de Claude François Chauveau-Lagarde avec Antoinette Françoise Rollin, naquit une fille unique : Marie Françoise Adèle Lucile, épouse de Louis Mayet-Terengy, président du tribunal civil de Bourges, décédée le 1er juin 1869 à Bourges (Cher), dont postérité.
De son second mariage avec Scholastique Mélanie Thérèse Meslier, naquirent deux fils :
1°) Pierre Aimé Urbain Chauveau-Lagarde, né le 26 juin 1798 à Paris, avocat à la Cour de cassation, juge au Tribunal de première instance de la Seine, nommé chevalier de la Légion d'honneur le 8 février 1860. Décédé le 15 juillet 1881 à Paris. Sans postérité. 2°) François Olivier Léon Chauveau-Lagarde, conservateur des hypothèques. Né le 21 mars 1801 à Paris, décédé à Bourges (Cher) le 25 février 1884. Marié le 1er juillet 1833 à Bourges avec Louise Gabrielle Zénaïde Baudet. Duquel mariage sont issues deux filles : 1. Marie Joséphine Scholastique Léonie Chauveau-Lagarde, mariée le 28 mai 1859 à Issoudun (Indre) avec Joseph Ferdinand Babin de Lignac (1835-1906) ; morte le 20 novembre 1859 à Issoudun, à l'âge de 23 ans. Son époux se remaria avec la sœur cadette de sa défunte épouse. 2. Louise Françoise Marie Chauveau-Lagarde (1835-1918), mariée le 24 septembre 1861 à Guilly (Indre) avec son beau-frère, Joseph Ferdinand Babin de Lignac (1835-1906), dont postérité.

### Obsèques

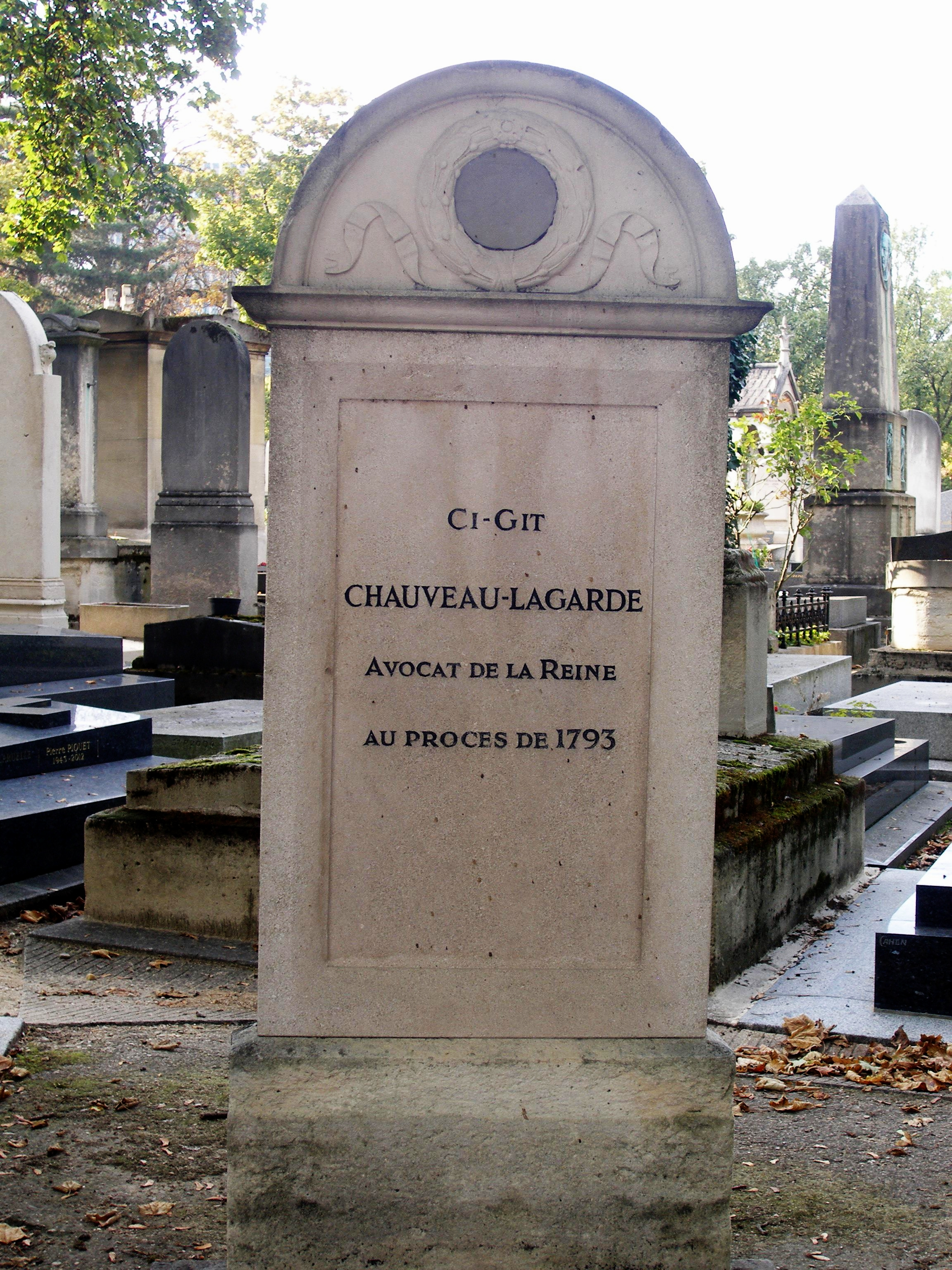
Tombeau Chauveau-Lagarde au cimetière du Montparnasse.

Ses obsèques ont lieu le 22 février 1841. Les coins du drap mortuaire sont portés par Dominique-François-Marie de Bastard d'Estang, pair de France, le baron de Crouseilhes, conseiller à la Cour de cassation, le baron Meyronnet de Saint-Marc, conseiller à la Cour de cassation et M. Hello, avocat général à la Cour de cassation.
Il est enterré dans la 1re division du cimetière du Montparnasse à Paris.

### Caractère
D'un caractère aimable et enjoué, connu pour ses saillies, il faisait des vers. Quand il racontait quelque anecdote, sa parole était vive, animée, ses yeux brillaient avec éclat. Il était d'une grande modestie et plein de dévouement pour ses amis.

## Hommages et postérité
- Son nom a été donné en 1824 à une rue de Paris dans le 8e arrondissement, la rue Chauveau-Lagarde ;
- Son nom a été donné à une allée du cimetière du Montparnasse à Paris dans le 14e arrondissement, l'allée Chauveau-Lagarde, qui jouxte la 1re division de ce cimetière dans laquelle il fut enterré en 1841 ;
- En 1874, Chartres, sa ville natale, a attribué son nom à l'une de ses rues, qui relie la rue Pierre-Nicole à la rue Philippe-Desportes.

Aujourd'hui, les papiers personnels de Claude François Chauveau-Lagarde sont conservés aux Archives nationales sous la cote 476AP.

## Sources
- (en) Cet article est partiellement ou en totalité issu de l’article de Wikipédia en anglais intitulé « Claude François Chauveau-Lagarde » (voir la liste des auteurs).
- Jean Tulard, Jean-François Fayard, Alfred Fierro, Histoire et dictionnaire de la Révolution française 1789-1799, Éditions Robert Laffont, collection Bouquins, Paris, 1987.  (ISBN 270282076X)
- Jules Michelet, Histoire de la Révolution française
- Bernard Berdou d’Aas Chauveau Lagarde, éd. L’Harmattan, Paris, 2018